# Samaran, Gers
Samaran är en kommun i departementet Gers i regionen Occitanien i sydvästra Frankrike. Kommunen ligger i kantonen Masseube som tillhör arrondissementet Mirande. År 2022 hade Samaran 76 invånare.

## Befolkningsutveckling
Antalet invånare i kommunen Samaran
Referens:INSEE